# Интеллектуальный агент

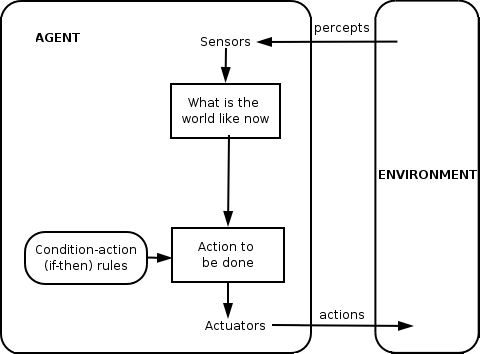
Обычный агент

Обучающийся агент

В компьютерной науке интеллектуа́льный аге́нт — программа, самостоятельно выполняющая задание, указанное пользователем компьютера, в течение длительных промежутков времени. Интеллектуальные агенты используются для содействия оператору или сбора информации. Одним из примеров заданий, выполняемых агентами, может служить задача постоянного поиска и сбора необходимой информации в Интернете. Компьютерные вирусы, боты, поисковые роботы — всё это также можно отнести к «интеллектуальным» агентам. Такие агенты, как и любые прочие, имеют сложный, зачастую реализуемый нейросетями алгоритм, как, к примеру, у поисковой системы Google (экспериментальный поиск по видео). «Интеллектуальность» в этом контексте понимается как возможность обратной связи в соответствии, например, с результатами анализа поисковых запросов и их выдачей.
В искусственном интеллекте под термином интеллектуальный агент понимаются сущности, получающие информацию через систему сенсоров о состоянии управляемых ими процессов и осуществляющие влияние на них через систему актуаторов, при этом их реакция рациональна в том смысле, что процессы выполняемые ими содействуют достижению определённых параметров. Наиболее близким аналогом в живой природе является примитивное инстинктивное поведение насекомых. Термин «интеллектуальный» не означает наличия какого-либо интеллекта, но подчеркивает более высокий уровень технологии управления по сравнению с примитивными (dumb) триггерными системами автоматического управления. Такой агент может быть как программной системой, так и сложной автоматизированной системой, к примеру, станком с ЧПУ или комплексом управления технологическими, логистическими, финансовыми или любыми иными процессами. Об «интеллектуальности» агента можно говорить, если его взаимодействие с окружающей средой является адекватным той или иной системе требований. Никакого отношения даже к интеллекту высших животных и уже тем более человека подобная функциональность не имеет.
Эти два применения термина «интеллектуальный агент» не имеют между собой ничего общего и между ними нет никакой связи.
Интеллектуальный агент в первом смысле — это часть технологии разработки операционных систем, и хотя алгоритмы, в нём используемые, могут базироваться на более сложных моделях, чем даже алгоритмы многих SCADA — систем, диапазон и методика его воздействия на состояние системы очень жестко детерминируется. «Интеллектуальный агент» во втором смысле так же не может быть полностью независимым, выполняя свои задачи, но методики его разработки на много порядков сложнее, в силу абсолютно иного уровня сложности и комплексности задач.
В операционных системах семейства UNIX интеллектуальный агент, действующий в пределах одного компьютера или локальной сети, обычно называется демоном, в семействе Windows — службой (сервисом). Пример: cron в UNIX и «Планировщик задач» в Windows занимаются тем, что запускают указанные пользователем задания в определённые моменты времени.

## Интеллектуальные агенты в искусственном интеллекте
В искусственном интеллекте существует несколько типов агентов. Например:
1. Физический Агент — агент, воспринимающий окружающий мир через некоторые сенсоры и действующий с помощью манипуляторов.
2. Временной агент — агент, использующий изменяющуюся с ходом времени информацию и предлагающий некоторые действия или предоставляющий данные компьютерной программе или человеку, и получающий информацию через программный ввод.

Простая агентная программа может быть математически описана как агентская функция, которая проецирует любой подходящий результат восприятия на действие, которое агент может выполнить, или в коэффициент, элемент обратной связи, функцию или константу, которые могут повлиять на дальнейшие действия.
{\displaystyle f\colon P^{*}\to A}
Программный агент, напротив, проецирует результат восприятия только на действие.
Всех агентов можно разделить на пять групп по типу обработки воспринимаемой информации:
- Агенты с простым поведением.
- Агенты с поведением, основанным на модели.
- Целенаправленные агенты.
- Практичные агенты.
- Обучающиеся агенты.

### Агенты с простым поведением
Агенты с простым поведением действуют только на основе текущих знаний. Их агентская функция основана на схеме условие-действие
```
IF (условие) THEN действие
```

Такая функция может быть успешной, только если окружающая среда полностью поддается наблюдению. Некоторые агенты также могут иметь информацию о их текущем состоянии, что позволяет им не обращать внимания на условия, предпосылки которых уже выполнены.

### Агенты с поведением, основанным на модели
Агенты с поведением, основанным на модели, могут оперировать со средой, лишь частично поддающейся наблюдению. Внутри агента хранится представление о той части, что находится вне границ обзора. Чтобы иметь такое представление, агенту необходимо знать, как выглядит окружающий мир, как он устроен. Эта дополнительная информация дополняет его модель мира.

### Целенаправленные агенты
Целенаправленные агенты схожи с предыдущим типом, однако они, помимо прочего, хранят информацию о тех ситуациях, которые для них желательны. Это дает агенту способ выбрать среди многих путей тот, что приведет к нужной цели.

### Практичные агенты
Целенаправленные агенты различают только состояния, когда цель достигнута, и когда не достигнута. Практичные агенты, помимо этого, способны различать, насколько желанно для них текущее состояние. Такая оценка может быть получена с помощью «функции полезности», которая проецирует множество состояний на множество мер полезности состояний.

### Обучающиеся агенты
В некоторой литературе обучающиеся агенты (ОА) также называются автономными интеллектуальными агентами (англ. autonomous intelligent agents), что означает их независимость и способность к обучению и приспосабливанию к изменяющимся обстоятельствам. По мнению Николая Касабова,система ОА должна проявлять следующие способности:
- обучаться и развиваться в процессе взаимодействия с окружающей средой
- приспосабливаться в режиме реального времени
- быстро обучаться на основе большого объёма данных
- пошагово приспосабливать новые способы решения проблем
- обладать базой примеров с возможностью её пополнения
- иметь параметры для моделирования быстрой и долгой памяти, возраста и т. д.
- анализировать себя в терминах поведения, ошибки и успеха

## Субагенты
Чтобы активно выполнять свои функции, интеллектуальные агенты обычно имеют иерархическую структуру, включающую много «субагентов». Интеллектуальные субагенты обрабатывают и выполняют низкоуровневые функции. Интеллектуальные агенты и субагенты составляют полную систему, которая способна выполнять сложные задачи. При этом поведение системы создаёт впечатление разумности.
Существует несколько типов субагентов:
1. Временные агенты (для принятия оперативных решений)
2. Пространственные клиенты (для взаимодействия с реальным миром)
3. Сенсорные агенты (обрабатывают сенсорные сигналы — к примеру агенты, работающие на основе нейросети)
4. Обрабатывающие агенты (решают проблемы типа распознавания речи)
5. Принимающие решение агенты
6. Обучающие агенты (для создания структур и баз данных для остальных интеллектуальных агентов)
7. Мировые агенты (объединяют в себе остальные классы агентов для автономного поведения)

## Интеллектуальные агенты в компьютерной науке
Достаточно ограниченное число агентов, которые могут считаться полуинтеллектуальными (из-за своей простоты, слабой способности к принятию решений, ограниченности взглядов на внешний мир и плохой обучаемости) перечислены в документе.
Согласно ему, существует только 4 типа таких ИА:
1. Роботы по закупкам[2].
2. Пользовательские или персональные агенты.
3. Управляющие и наблюдающие агенты[2].
4. Добывающие информацию агенты.

### Роботы по закупкам
Такие роботы, просматривая сетевые ресурсы (чаще всего Интернет), собирают информацию о товарах и услугах. Роботы по закупкам очень эффективно работают с товарами народного потребления, такими как компакт-диски, книги, электротовары и другие товары. Amazon.com является отличным примером такого робота. Веб-сайт предложит вам список товаров, что вам могут быть интересны, основываясь на том, что вы покупали в прошлом.

### Пользовательские или персональные агенты
Пользовательские агенты — это интеллектуальный агенты, которые действуют в ваших интересах, от вашего имени. К этой категории относятся интеллектуальный агенты, которые постоянно, или в течение некоторого времени выполняют следующие задания:
- проверяют вашу почту, сортируют их по важности (используя заданные вами критерии), и оповещают вас, когда поступает важное письмо, например, письмо о поступлении в университет;
- играют в компьютерной игре как ваш оппонент или патрулируют области в игре для помощи вам;
- собирают новости (существует несколько версий таких роботов, к примеру CNN);
- ищут информацию по выбранному предмету;
- самостоятельно заполняют web-формы, сохраняя информацию для последующего использования;
- просматривают веб-страницы, ища и подсвечивая ключевую информацию;
- «дискутирует» с вами на различные темы, от ваших страхов до спорта.

### Управляющие и наблюдающие агенты
Управляющие агенты, также известные как «предсказывающие агенты» ведут наблюдение и отправляют отчеты. К примеру, в NASA’s Jet Propulsion Laboratory есть агент, следящий за состоянием инвентаря, планированием, составлением расписания. Такие агенты обычно ведут наблюдение за компьютерными сетями и следят за конфигурацией каждого компьютера, подключенного к сети.

### Добывающие информацию агенты
Такие агенты действуют в хранилище данных, собирая информацию. Хранилище данных объединяет в себе информацию из разных источников. Сбор информации — это процесс поиска данных для последующего использования, например, для увеличения продаж или привлечения покупателей.  Классификация — один из наиболее часто используемых приемов для сбора информации, который находит и категоризирует образы в информации. Добывающие информацию агенты также могут обнаруживать ключевые изменения тенденций развития и предупредить вас о наличии новой информации.